# Dajabón (província)
Dajabón é uma província da República Dominicana. Sua capital é a cidade de Dajabón.